# Porcuna
Porcuna è un comune spagnolo di 6 971 abitanti situato nella comunità autonoma dell'Andalusia.